# Жиро де л’Эн, Амеде
Луи Гаспар Амеде, барон Жиро де л'Эн 18 октября 1781[…], Же, Эн — 27 декабря 1847[…], бывш. 11-й округ — французский юрист и политик, занимавший в 1832 году должность министра народного образования и религиозных дел.

## Ранние годы
Луи Гаспар Амеде, барон Жиро де л'Эн, родился в Жексе 18 октября 1781 года. Его отец — барон Жан-Луи Жиро (1753-1839), был назначен мэром Жекса в 1780 году Людовиком XVI. Его матерью была Луиза-Клодин-Арманда Фабри. Он был старшим из четырёх сыновей.
Амеде Жиро де л'Эн изучал право и подал свое первое дело в возрасте 17 лет в Кассационный суд. Он работал адвокатом до 1806 года, когда его назначили заместителем императорского прокурора в Турин.
В 1807 году он стал императорским прокурором в Александрии. В 1809 году он был назначен генеральным прокурором Лиона, а в 1810 году — аудитором Государственного совета. Он был назначен генеральным адвокатом при императорском дворе Парижа в 1811 году и занимал эту должность, когда Первая Французская империя распалась в 1814 году .
Жиро де л'Эн был среди тех, чье бегство ускорило падение Наполеона I. Он быстро признал власть Бурбонов и смог сохранить свой пост во время первой Реставрации Бурбонов. Однако, когда Наполеон I вернулся во время 1815 года, он согласился на пост президента суда первой инстанции Сены. 14 мая 1815 года он был избран представителем округа Жекс в Палате депутатов и был ревностным сторонником имперского дела.
Приблизительно в это время он женился на мадам Сивар де Болье, внучатой племяннице принца Лебрена, герцога Плезанса.

## Реставрация Бурбонов
После второй Реставрации Бурбонов в 1815 году Амеде Жиро де л'Эн был исключен из судебной системы. Он временно вернулся к частной жизни, а также предоставил убежище в своем доме генералу Антуан Друо и взяв на себя защиту генерала перед военным советом. 6 апреля 1816 года генерал был оправдан простым большинством в четыре голоса из семи. Жиро де л'Эн был восстановлен в должности в судебных властях и стал советником при Парижском дворе в 1819 году. В этой должности он был членом комиссии по подготовке проекта закона о судах присяжных. Также где л'Энпо очереди председательствовал в судах Сены и Версаля.
17 ноября 1827 года Жиро де л'Энн был избран депутатом от второго округа Эндр и Луара (Шинон). Он занимал более левую позицию среди конституционалистов и активно участвовал в дебатах.
В 1829 году он стал вице-президентом Палаты депутатов и поддерживал министерство Мартиньяка. Его переизбрали 12 июля 1830.

## Июльская монархия

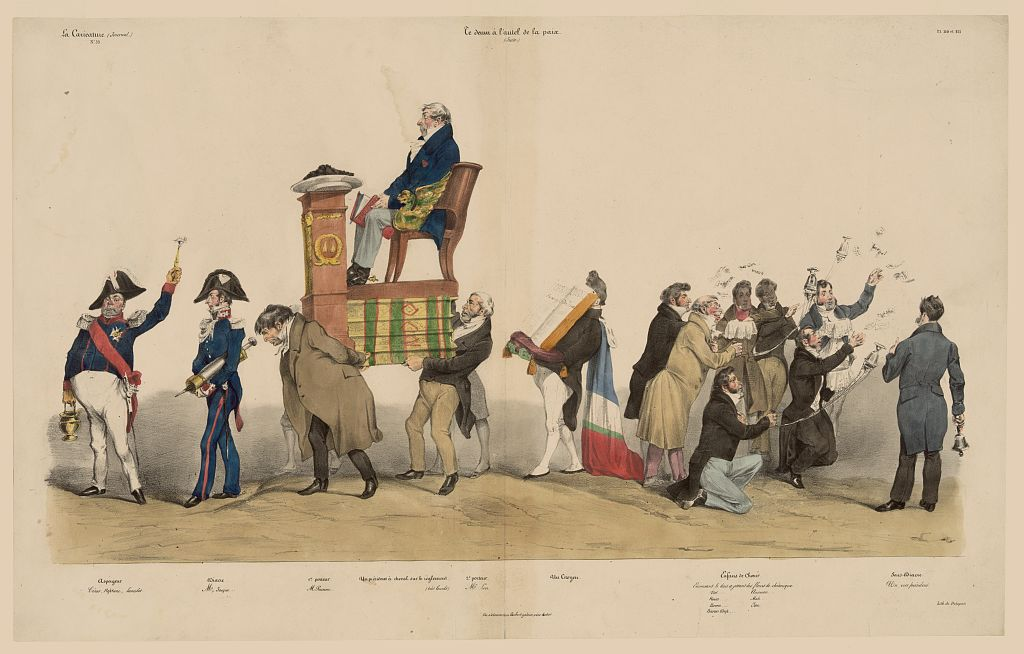
«Te Deum у алтаря мира», Гранвиль. Жиро де л'Эн, президент Палаты (сидит), в процессии выдающихся людей. La Caricature, ноябрь 1831 г.

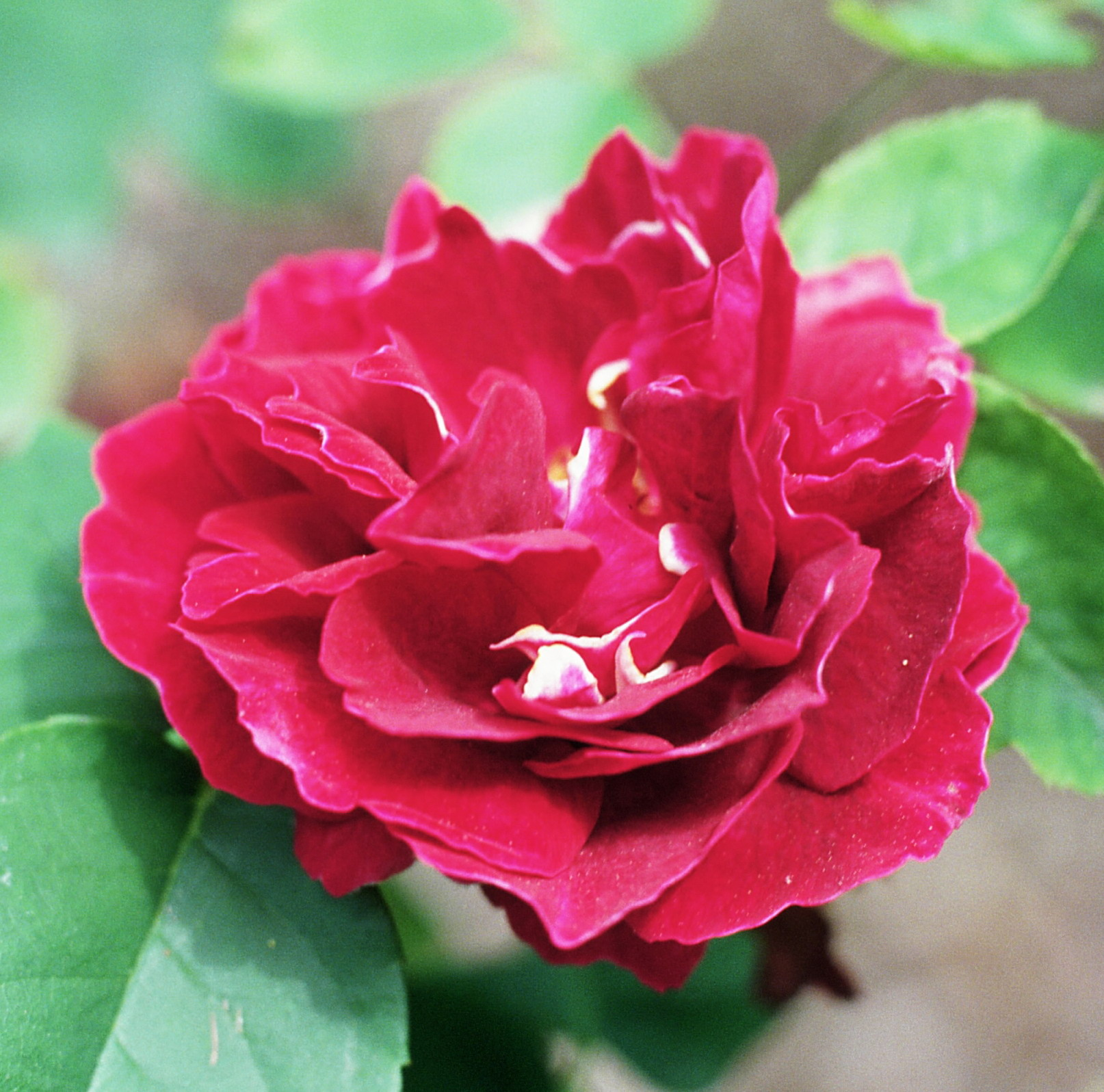
Сорт розы "Baron Girod de l'Ain"

Амеде Жиро де л'Эн находился в Париже во время Июльской революции и решительно поддерживал приход к власти Луи-Филиппа I.
1 августа 1830 г. он стал префектом полиции. 21 октября 1830 года он был переизбран депутатом.
Он пытался запретить собрание Общества друзей народа и других политических ассоциаций, но правительство не считало его достаточно сильным и в ноябре 1830 года его сменил в должности главы полиции Ашиль Либераль Трейяр.
Затем де л'Эн вошел в Государственный совет. В это время он был награжден крестом Почетного легиона.
5 июля 1831 года Жиро де л'Энн был переизбран. 1 августа 1831 года он был избран президентом Палаты депутатов при поддержке Казимира Пьера Перье.
Он был министром народного образования и религиозных дел с 30 апреля 1832 года по 11 октября 1832 года .
Он мало работал в должности и рассматривался как пассивный инструмент Перье.
11 октября 1832 года Жиро де л'Эн стал пером Франции и назначен президентом Государственного совета.
Он занимал этот пост до самой смерти, за исключением короткого перерыва в мае 1839 года, когда был министром юстиции и охранником печати во Временном кабинете. Барон де л'Эн был активен в верхней палате, в частности стал автором противоречивого доклада о попытке восстания в апреле 1834 года. В ней он нападал на народные общества, в частности на "Société des Droits de l'Homme", и пытался показать, что во Франции существовал большой заговор.
Амеде Жиро де л'Эн умер 27 декабря 1847 года в Париже в возрасте 66 лет.
Baron Girod de l’Ain – это гибридная вечная роза, выведенная Ревершоном в 1897 году. Она имеет ароматные соцветия багряно-красного цвета с белыми краями.

## Сочинения
- Girod de l'Ain, Amédée L. Affaire du mois d'avril 1834: Faits généraux. — Imprimerie Royale, 1834.
- L'Ain, Amédée Louis Gaspard Girod de. Cour Des Pairs. Attentat du 15 octobre 1840. Rapport fait à la cour par M. Le Baron Girod (de l'Ain), l'un des commissaires chargés de línstruction du procès déféré à la Cour des Pairs par ordonnance royale du 16 octobre 1840. — 1841.